# Hellenius borealis
Hellenius borealis är en stekelart som beskrevs av Sergey A. Belokobylskij 1989. Hellenius borealis ingår i släktet Hellenius och familjen bracksteklar. Inga underarter finns listade i Catalogue of Life.